# ヤチカワズスゲ
ヤチカワズスゲ Carex ominata var. ominata Franch. et Sav. 1878 はカヤツリグサ科スゲ属の植物の1つ。湿地に生え、細い茎の先に数個の小穂をつけ、小穂は先の尖った果胞が大きく反り返って金平糖のような形になる。

## 特徴
多年生の草本。根茎は短く、茎や葉は緩やかに纏まって生じる。葉は幅が1.5～2.5mmで、花茎より短い。花茎は高さ30～60cmになり、質は硬くて鈍い稜があり、やや滑らか。
花期は5～6月。花序は穂状花序で、小穂は2～5個あり、柄はなく、花茎の先端近くにあまり距離を置かずに並んで付ける。苞は葉身が発達せず、最下のものでは針状になっているが上の方のものは鱗片状にしかならない。小穂はいずれも雌雄性、つまり先端側に雌花、基部近くに雄花を付けるが、下方のものでは雌花が多く、頂小穂では雄花部が長くなっている。小穂の大きさは6～15mm。雌花鱗片は果胞より遙かに短くてクリ褐色で先端は鋭く尖るか、あるいは鈍く尖る。果胞は卵状披針形で長さ4～5mm、基部近くは海綿質で肥大しており、先端に向かって次第に幅が狭くなって長い嘴に移行する。嘴の部分の縁は滑らかか僅かにざらついており、背面側にははっきりした脈が数本入る。また果胞は成熟すると強く反り返る。先の尖った果胞が丸くまとまった雌小穂の様子を牧野原著(2017)は『いが状にはじけた感じ』と表現しており、京都府レッドデータブックでは金平糖を思わせる、としている。
痩果は6角状卵形で長さ2mm、柱頭は2つに分かれる。
和名については谷地蛙スゲの意であり、カワズスゲがカエルの住むような湿地に生えるスゲ、を意味する。ヤチは谷地で、里山より山地の湿地で見られることによる、とのこと。

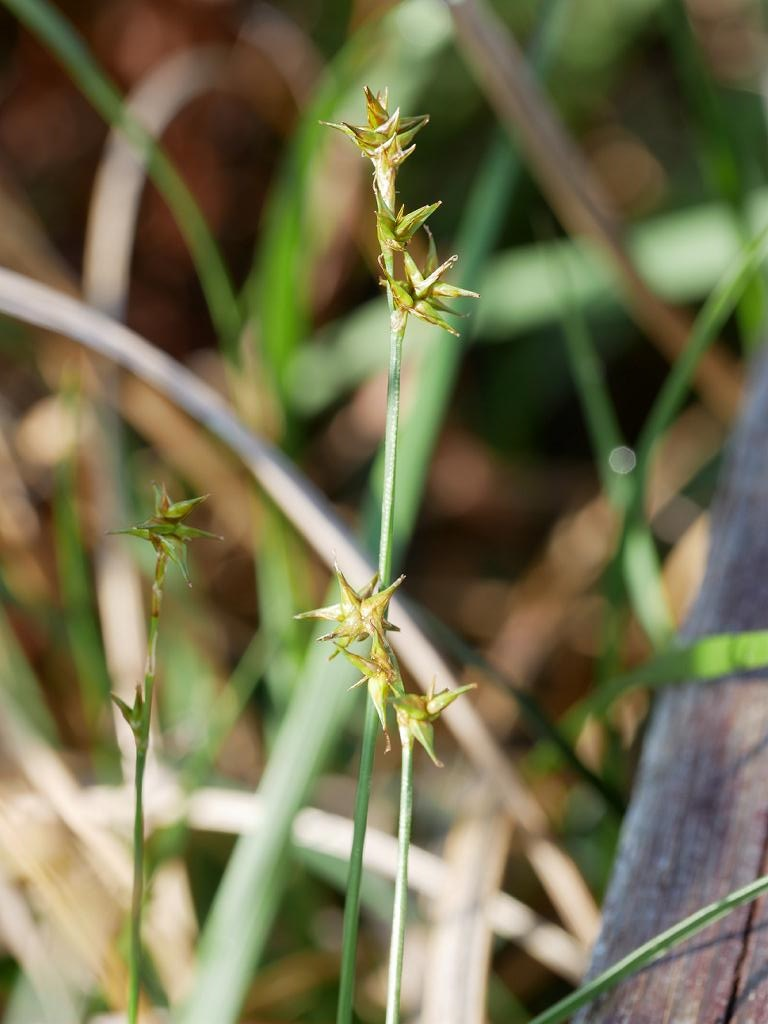
頂小穂では雄花部が大きい
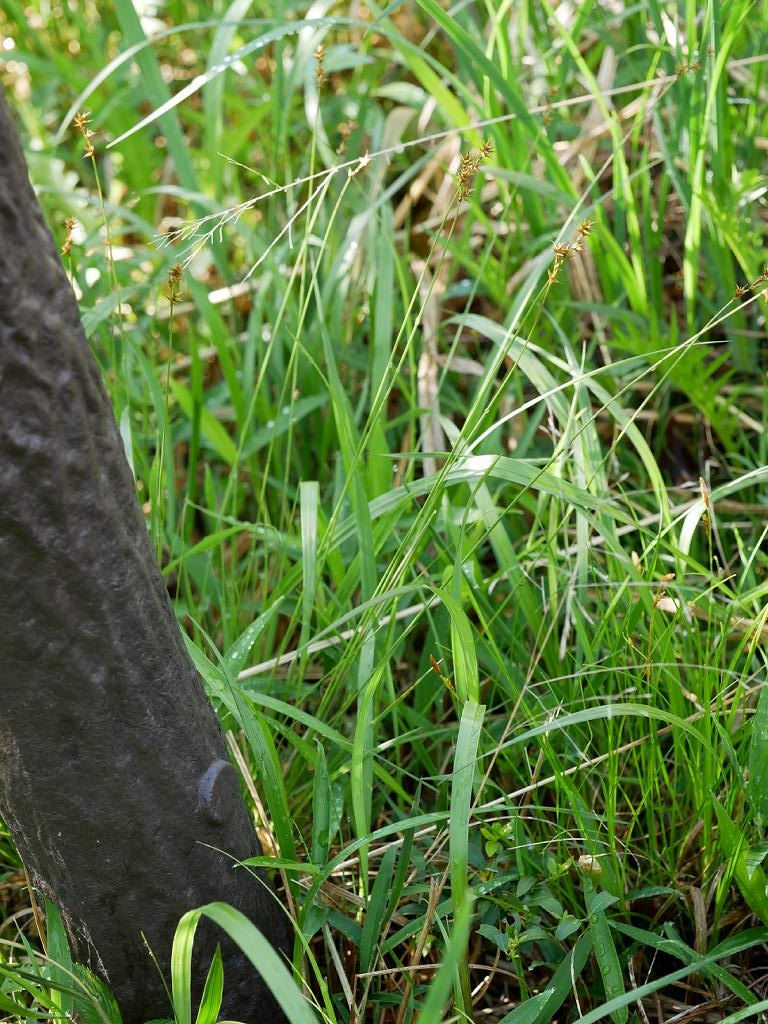
まとまって生えている様子

## 分布と生育環境
日本では北海道、本州、四国、九州に分布し、国外では中国東北部から知られる。
低湿地に見られる。岡山県では山地の湿地に普通なもので湿原植生の代表的なもの、とされている。

## 分類、類似種など
匍匐枝を出さず、小穂は全て雌雄性でまばらな穂状花序をなし、果胞は嘴が長くて基部が海綿状に厚くなっており、柱頭は2つに裂けるといった特徴から勝山(2015)は本種をカワズスゲ節 sect. Stellulatae に含めている。日本ではもう1種、キタノカワズスゲ C. echinata が知られ、この種は果胞の嘴の縁に刺毛があって強くざらつくこと、成熟しても果胞が反り返らないことで区別される。
その他、穂状花序を着けるスゲ属はミノボロスゲ類など色々あるが、小穂がまばらにつくことや果胞に長い嘴があることなどで比較的分かりやすいものである。

### 種内変異
以下のような変種が知られている。
- var. monticola カワズスゲ

基本変種より小柄で茎の高さはせいぜい30cm、果胞の長さは3.5～4mm程度。北海道から本州の中部以北に分布し、高層湿原に生育するもの。
var. yakushimana チャボカワズスゲ
屋久島の高地に産するもので、更に小さくて草丈は10cm未満にしかならない。

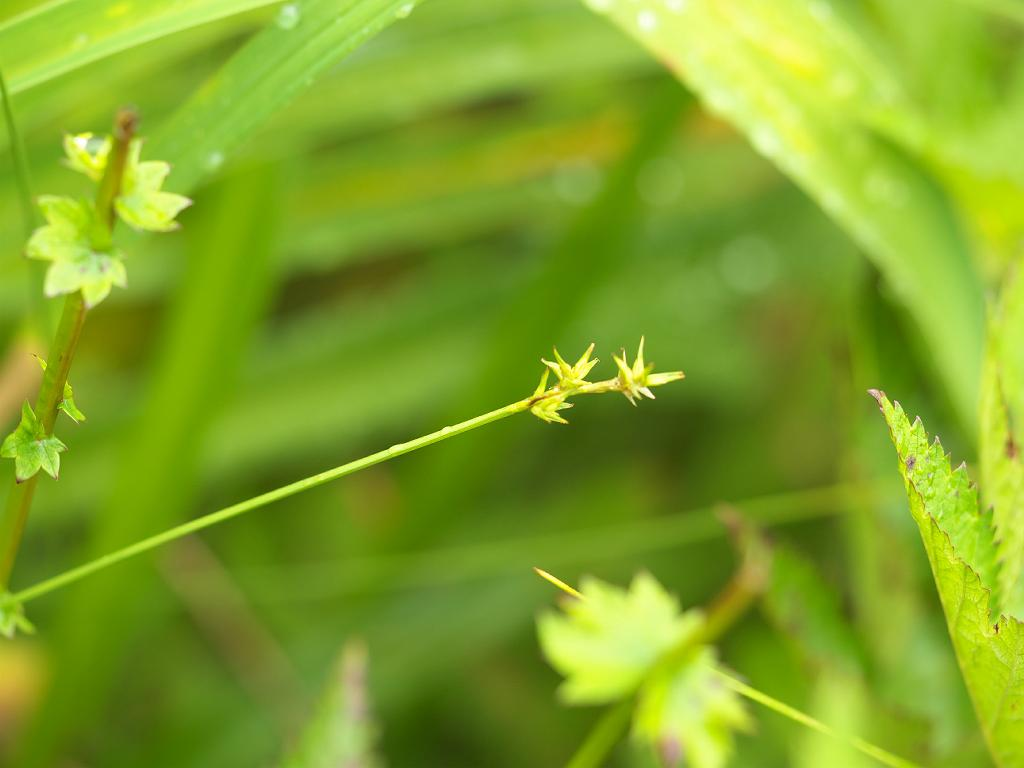
カワズスゲ
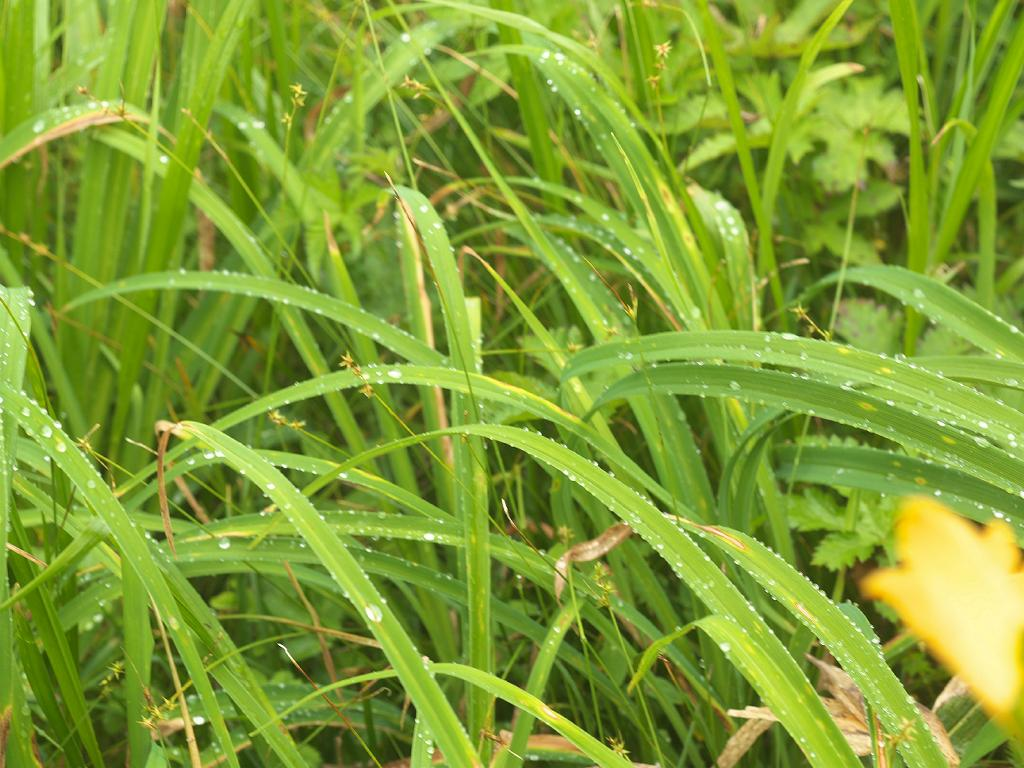
同・生育地の様子

## 保護の状況
環境省のレッドデータブックでは取り上げられていないが、都府県別では京都府、愛媛県、福岡県、鹿児島県で絶滅危惧I類、石川県と熊本県で絶滅危惧II類、大分県と宮崎県で準絶滅危惧の指定があり、他に千葉県、埼玉県、東京都では絶滅とされている。指定されているのはほぼ南限域と思われる。東京都では区部でも湧水地などに生育地があって標本も残っているが、多摩丘陵沿いの湿地にあった生育地も含めて現在は見られないという。京都府では元々生育地が少なかったものが湿地の開発、林道や遊歩道の新設などによる環境悪化で更に減少しているという。愛媛県では近年になって四国で初めての生育地が見つかったものの生育地は何れも小面積で環境変化による減少が懸念されている。
なお変種のチャボカワズスゲは環境省のレッドデータブックでも絶滅危惧IA類に、鹿児島県でも絶滅危惧I類に指定されている。